# Rotgundspitze
Die Rotgundspitze ist ein 2485 m ü. NHN bzw. 2486 m ü. A. hoher Berg im Hauptkamm der Allgäuer Alpen auf der Grenze zwischen Tirol und Bayern. Sie liegt südsüdöstlich vom Linkerskopf und bildet zusammen mit der südwestlich liegenden Hochgundspitze die Große Steinscharte.
Auf die Rotgundspitze führt kein markierter Weg. Sie ist vom Wiesleskar weglos über Schrofengelände erreichbar und erfordert Trittsicherheit und Schwindelfreiheit.

## Bilder

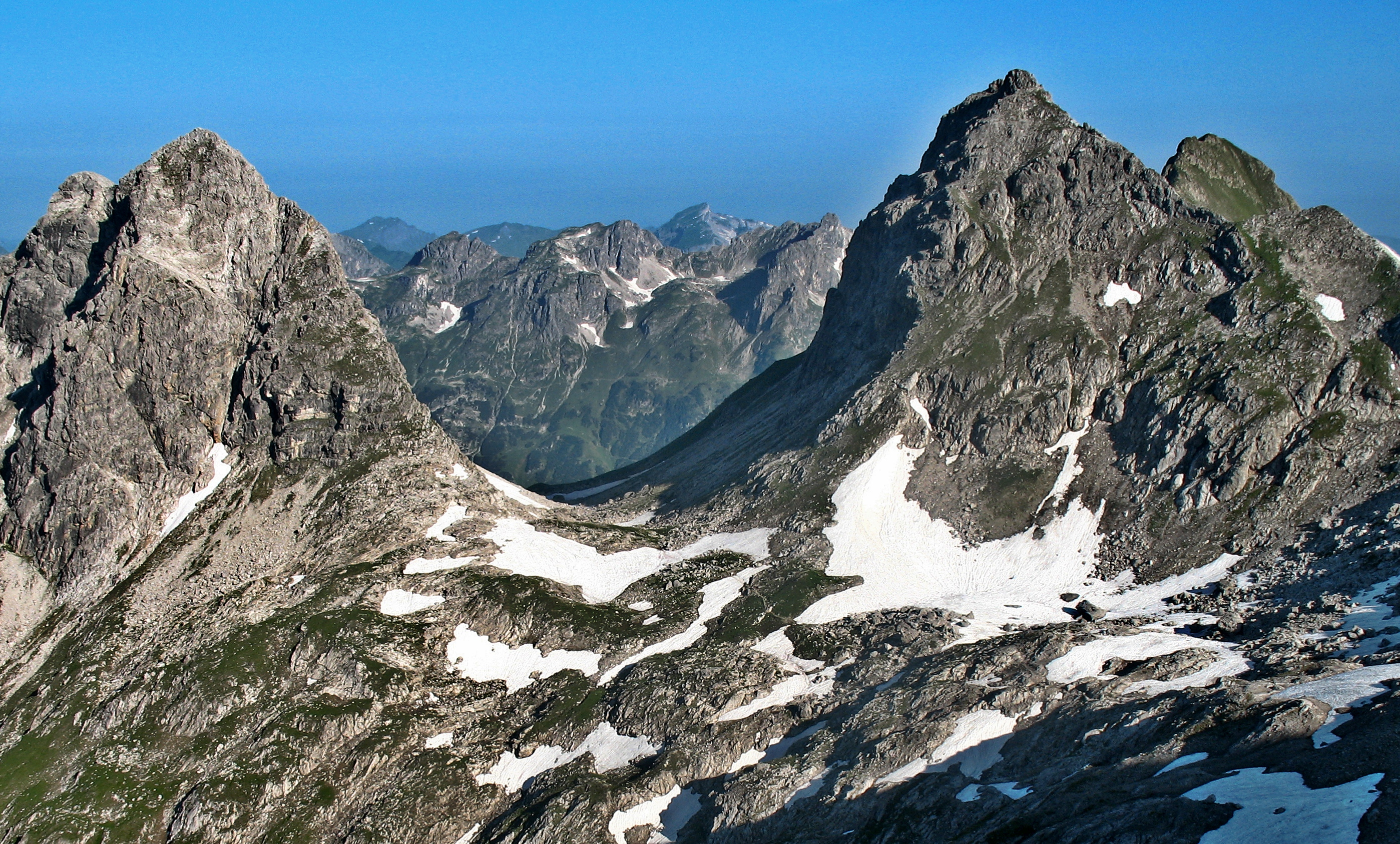
Hochgundspitze, Große Steinscharte und Rotgundspitze
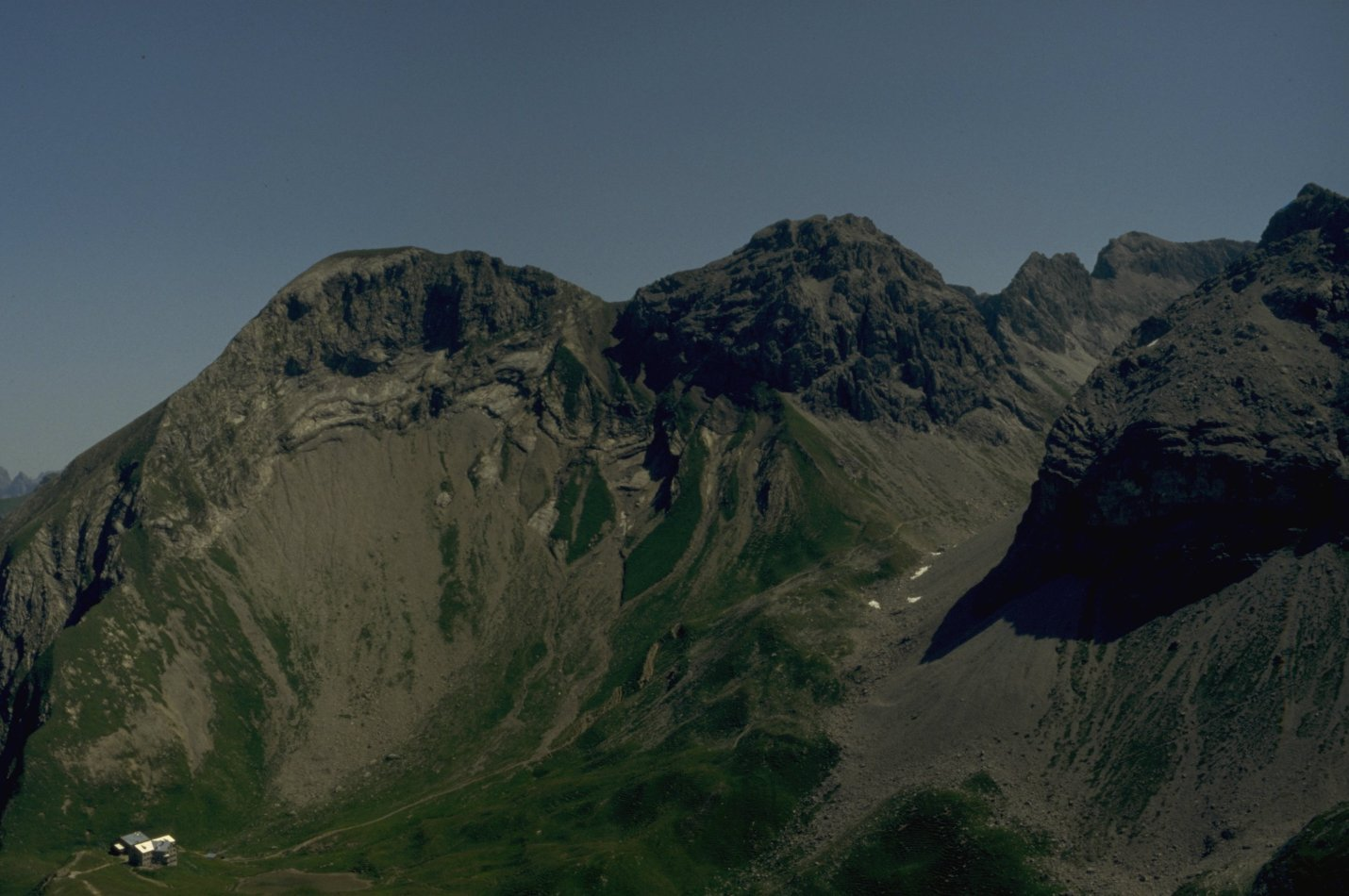
Linkerskopf und Rotgundspitze vom Kleinen Rappenkopf, unterhalb die Rappenseehütte
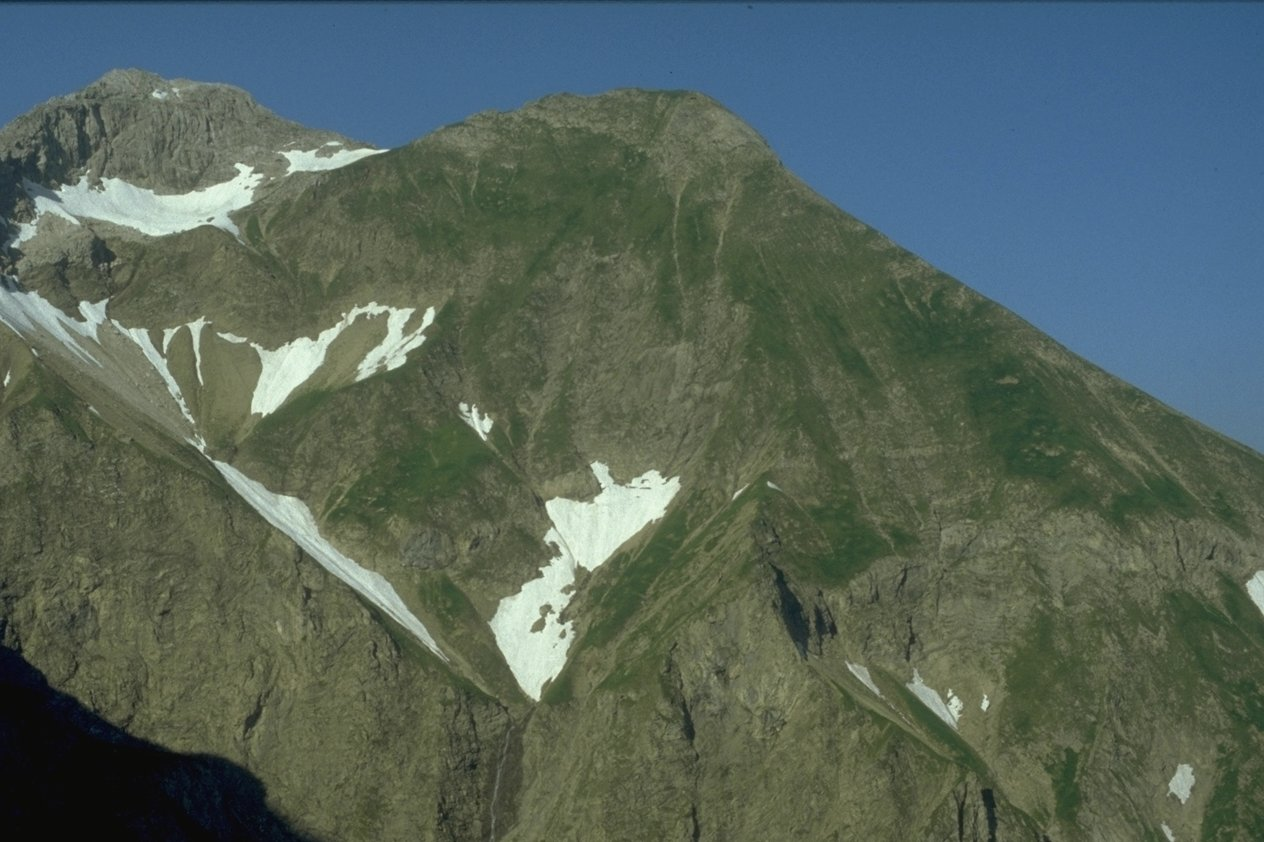
Rotgundspitze und Linkerskopf vom Waltenberger-Haus
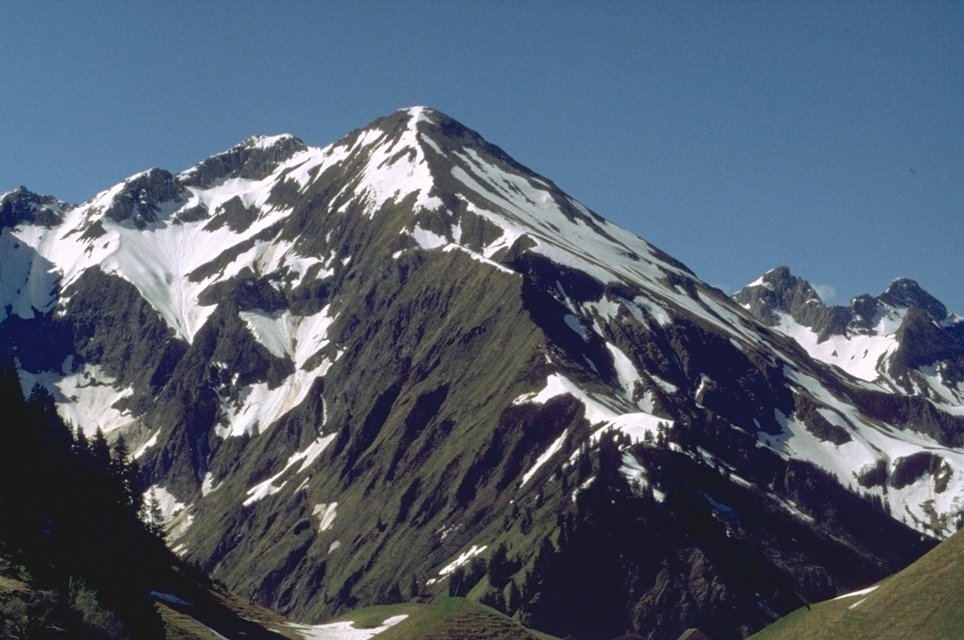
Bacherloch, Rotgundspitze und Linkerskopf vom Einödsberg